# Gehes
Gehes ist das altägyptische Wort für Dorkasgazelle.

## Mythologische Verbindungen
Tefnut kann als Dorkasgazelle erscheinen. Im Bericht des demotischen Papyrus Die Heimkehr der Göttin nahm Tefnut bei ihrer Rückkehr nach Ägypten als „nubische Katze“ im Raum Theben die Gestalt einer Dorkasgazelle an:

„Als sie (Tefnut) mit dem Affen (Thot) Theben erreichte, verwandelte sie sich in eine Dorkasgazelle und der Affe huldigte ihr. Es geschah,...als der Affe sie weckte und sie mit ihm auf die Fähre sprang, es geschah als mit ihm (Thot) auf der Fähre war, da dachte sie an die Worte vom kleinen Hundsaffen. Sie überzeugte sich und pries ihn und sagte: „Macht [diese Dinge] in Theben“. So macht man selbige Dinge in Theben bis heute, [...] den man auf der Fähre treffen lässt am Ufer, während man ihr zusingt, um sie zu besänftigen. Sie kam nach Ägypten, während sie heiß war. In Theben feiert man in ihrem Namen ein Fest von sieben Tagen bis zum heutigen Tag.“

.  
In einer Inschrift am Hathor-Kiosk im Tempel von Philae wird Gehes auch als „Die Dorkasgazelle der Wüste“ und „die große Prächtige von Bugem (Schepset-aat-net-Bugem)“  bezeichnet. Dieses zusätzliche Epitheton trug Tefnut als nubische Katze ebenfalls im Mythos Die Heimkehr der Göttin. 